# Bussière-Nouvelle
Bussière-Nouvelle è un comune francese di 115 abitanti situato nel dipartimento della Creuse, nella regione della Nuova Aquitania.

## Società

### Evoluzione demografica
Abitanti censiti